# Mäntsälä kyrkoby
Mäntsälä kyrkoby (finska: Mäntsälän kirkonkylä) är en tätort (finska: taajama) och centralort i Mäntsälä kommun i landskapet Nyland i Finland. Vid tätortsavgränsningen den 31 december 2021 hade Mäntsälä kyrkoby 11 656 invånare och omfattade en landareal av 18,06 kvadratkilometer. Riksväg 4 går igenom orten.